# Antoine Sanguin de Meudon
Antoine Sanguin de Meudon, dit le Cardinal de Meudon, né en 1493 en Picardie et mort le 25 novembre 1559 à Paris, fut grand aumônier du roi François Ier, archevêque de Toulouse, abbé de Vézelay et cardinal de Meudon.

## Biographie
Second fils, et troisième enfant d'Antoine Sanguin (+ 1500), seigneur de Meudon, La Honville, Lunesy et fiefs à Claye, Chelles, maître des eaux et forêts de France, Champagne et Brie, et de son épouse : Marie Simon, fille de Pierre Simon, seigneur de Marquemont et de Jeanne de Chambon.
Sentant sa mort prochaine, son père l'émancipe en 1500. Il était l'oncle d'Anne de Pisseleu, duchesse d'Étampes et maîtresse de François Ier, qui l'aida dans sa carrière ecclésiastique. Il devint chanoine de Champeaux, abbé commendataire de l'abbaye de Fleury, de 1535 à 1551 et maître de la Chapelle royale. Le 9 février 1539 il prête son serment, comme évêque d'Orléans. De 1543 à 1559, il est le premier abbé commendataire de l'abbaye des Vaux-de-Cernay. Henri II le fait archevêque de Toulouse.
Créé cardinal-prêtre en décembre 1539, par le pape Paul III, au titre de Santa Maria in Portico, il reçut le chapeau rouge en 1540 à Notre-Dame de Paris des mains du cardinal Alexandre Farnèse, légat du pape en France. En 1541 et fut surnommé le cardinal de Meudon.
Il devint grand aumônier de France, par lettres à Folembray du 7 août 1543, dont il se démet en 1547 lors de la disgrâce de sa nièce. Lieutenant-Général au Gouvernement de Paris avant le 6 avril 1544, en poste lors des attaques de l'empereur Charles Quint pendant l'été 1544 et fit partie des négociateurs de la paix.
En 1544, il fut nommé évêque de Limoges et le resta jusqu'en 1547. Après la mort de François Ier en 1547, nommé cardinal-prêtre au titre de San Crisogono, il partit pour Rome où il participa au conclave de 1550 qui élit le pape Jules III.
Le fief de Meudon est acheté en 1426 par Guillaume Sanguin, valet de chambre de Charles VII et trésorier du duc de Bourgogne. Le manoir n'est démoli qu'en 1520 par Antoine Sanguin qui fait construire un corps de logis carré en brique et pierre d'un étage avec combles à lucarnes ouvragées. Il est égayé à l'italienne de pilastres, bandeaux et encadrement de pierre. Antoine Sanguin fait don du château en 1527 à sa nièce Anne de Pisseleu maîtresse de François Ier, et femme de Jean IV de Brosse.
Il fait également construire à Paris un grand hôtel qui fut renommé hôtel Saint-Paul puis hôtel de Chavigny actuellement caserne de pompiers de la rue de Sévigné. Cet hôtel fut bâti à l'emplacement d'une maison appelée hôtel d'Évreux qui était à l'angle de la rue Pavée et de la rue du Roi-de-Sicile le long de l'ancienne enceinte de Philippe-Auguste. Sa construction à partir de 1550 est contemporaine du lotissement du domaine du Couvent Sainte-Catherine et de l'ouverture de la rue de la couture Sainte-Catherine, actuelle rue Sévigné, qui lui donnait accès.
Par contrat du 2 juin 1540, il lègue à sa nièce, les terres et seigneuries de Meudon, Angervilliers, et Bures, héritées de son frère.
Il retourna en France en 1550 et fut nommé archevêque de Toulouse par Henri II.
De sa liaison avec une femme dont la postérité n'a pas retenu le nom, il eut un fils nommé Richard Sanguin.
Il meurt à Paris en 1559 et est inhumé dans le prieuré Sainte-Catherine-du-Val-des-Écoliers.

## Armoiries
« D'argent, à la croix engrêlée ou (denchée) de sable cantonnée de quatre merlette du même »